# Liste der Stolpersteine in Frankfurt-Höchst
Die Liste der Stolpersteine in Frankfurt am Main führt die vom Künstler Gunter Demnig verlegten Stolpersteine in Frankfurt am Main auf. Die Initiative Stolpersteine in Frankfurt am Main e. V. hat seit November 2003 die Verlegung von ca. 2000 Stolpersteinen, mindestens fünf Kopfsteinen und mindestens vier Stolperschwellen veranlasst. Die Initiative wird von der Stadt Frankfurt sowie von zahlreichen Institutionen, darunter das Jüdische Museum und das Institut für Stadtgeschichte unterstützt.
Die Steine erinnern an Menschen, die während der Zeit des Nationalsozialismus verfolgt, verhaftet, gequält, entrechtet, zur Flucht oder zum Suizid getrieben oder ermordet wurden. An ihrem letzten frei gewählten Wohnort in Frankfurt erinnern die Steine an alle Opfer des Nationalsozialismus: an Juden, Sinti und Roma, politisch Verfolgte, Zeugen Jehovas, Homosexuelle und Zwangsarbeiter, an als „asozial“ gebrandmarkte Menschen und an die Opfer der sogenannten „Euthanasie“-Morde an Kranken und Behinderten.
Im Oktober 2018 verlegte Gunter Demnig in Frankfurt den europaweit siebzigtausendsten Stein.
Die Stadtteile sind nach der Liste der Stadtteile von Frankfurt am Main angelegt. In den nicht gelisteten Stadtteilen liegen bislang keine Stolpersteine.
Über die hinter den Namen der Opfer liegenden Links lässt sich die zugehörige Biographie auf der Homepage der Stadt Frankfurt aufrufen.

## Liste
| Adresse                    | Name                           | Verfolgungsschicksal | Verlegedatum      | Bild                                                     | Anmerkung               |
| -------------------------- | ------------------------------ | --- | ----------------- | -------------------------------------------------------- | ----------------------- |
| Hostatostraße 9 ·          | Georg Horn                     | Georg Horn geb. 10.4.1882 22.7.1922 Einweisung in Psychiatrische Klinik München 27.10.1922 Verlegung in Anstalt Heppenheim 10.11.1924 Verlegung in Anstalt Eichberg 29.1.1941 Hadamar tot 29.1.1941 | 23. Juni 2019     | Stolperstein Hostatostraße 9 Georg Horn.jpg              |                         |
| Dalbergstraße 2a ·         | Gerhard Wolff                  | Gerhard Wolff geb. 28.1.1930 deportiert ermordet | 6. Juli 2015      | Stolperstein Dalbergstraße 2a Gerhard Julius Wolff       |                         |
| Dalbergstraße 2a ·         | Irma Wolff geb. Hirsch         | Irma Wolff, geb. Hirsch geb. 27.6.1902 deportiert 1942 ermordet | 6. Juli 2015      | Stolperstein Dalbergstraße 2a Irma Wolff                 |                         |
| Dalbergstraße 2a ·         | Karl Hirsch                    | Karl Hirsch geb. 6.7.1868 Suizid tot 3.9.1942 | 19. Oktober 2009  | Stolperstein Dalbergstraße 2a Karl Hirsch                |                         |
| Kasinostraße 2a ·          | Jettchen Abermann              | Jettchen Abermann geb. Kahn geb. 24.1.1875 deportiert 15.9.1942 Theresienstadt ermordet 24.6.1943                                                                                                   | 25. Oktober 2010  | Stolperstein Kasinostraße 2a Jettchen Abermann           |                         |
| Emmerich-Josef-Straße 21 · | Alma Adler                     | Alma Adler geb. 21.4.1903 deportiert 1942 Raasiku ermordet | 5. November 2007  | Stolperstein Emmerich Josef Straße 21b Alma Adler        |                         |
| Emmerich-Josef-Straße 21 · | Claire Adler                   | Claire Adler geb. 19.2.1931 deportiert 1942 Raasiku ermordet | 5. November 2007  | Stolperstein Emmerich Josef Straße 21b Claire Adler      |                         |
| Emmerich-Josef-Straße 21 · | Rosa Adler geb. Blum           | Rosa Adler, geb. Blum geb. 14.2.1867 deportiert 1943 Theresienstadt ermordet 17.1.1943 | 5. November 2007  | Stolperstein Emmerich Josef Straße 21b Rosa Adler        |                         |
| Emmerich-Josef-Straße 21 · | Sally Adler                    | Sally Adler geb. 1.1.1902 deportiert 1942 Raasiku ermordet | 5. November 2007  | Stolperstein Emmerich Josef Straße 21b Sally Adler       |                         |
| Emmerich-Josef-Straße 19 · | Martha Baum geb. Schwarzschild | Martha Baum, geb. Schwarzschild geb. 3.9.1881 deportiert 19.10.1941 Łódź ermordet | 5. November 2007  | Stolperstein Emmerich Josef Straße 19 Martha Baum        |                         |
| Emmerich-Josef-Straße 19 · | Erna Wallega geb. Baum         | Erna Wallega, geb. Baum geb. 28.8.1908 deportiert 1942 Westerborg Auschwitz ermordet | 5. November 2007  | Stolperstein Emmerich Josef Straße 19 Erna Wallega       |                         |
| Zuckschwerdtstraße 1 ·     | Ernst de Beer                  | Ernst de Beer geb. 8.4.1882 tot aufgefunden 28.4.1936 | 1. November 2011  | Stolpersteine Zuckschwerdtstraße 1                       |                         |
| Adolf-Haeuser-Straße 14 ·  | Fritz Günther Blumental        | Fritz Günther Blumental 8.6.1925 deportiert Majdanek ermordet 17.9.1942 | 20. Oktober 2006  | Bild                                                     |                         |
| Adolf-Haeuser-Straße 14 ·  | Mata Blumental                 | Mata Blumental geb. Zinsheimer 14.6..1896 depoertiert Ort ? ermordet | 20. Oktober 2006  | Bild                                                     |                         |
| Hostatostraße 1 ·          | Alice Cohen                    | Alice Cohen geb. 26.9.1925 deportiert 1942 von Westerbork nach Auschwitz ermordet 8.10.1942 | 5. November 2007  | Stolperstein Hostatostraße 1 Alice Cohen                 |                         |
| Hostatostraße 1 ·          | Bernhard Cohen                 | Bernhard Cohen geb. 9.9.1889 deportiert 5.10.1942 von Westerbork nach Auschwitz ermordet 8.10.1942                                                                                                  | 5. November 2007  | Stolperstein Hostatostraße 1 Bernhard Cohen              |                         |
| Hostatostraße 1 ·          | Helene Cohen                   | Helene Cohen geb. 7.8.1921 deportiert 1942 von Westerbork nach Auschwitz ermordet 8.10.1942 | 5. November 2007  | Stolperstein Hostatostraße 1 Helene Cohen                |                         |
| Hostatostraße 1 ·          | Theresia Cohen                 | Theresia Cohen geb. Hertz geb. 3.9.1897 deportiert 9.10.1942 von Westerbork nach Auschwitz ermordet 12.10.1942                                                                                      | 5. November 2007  | Stolperstein Hostatostraße 1 Theresia Cohen              |                         |
| Hostatostraße 3 ·          | Betti Cohen                    | Betti Cohen geb. Vorschheimer geb. 15.1.1905 deportiert 8.10.1942 von Westerbork nach Auschwitz ermordet 8.10.1942                                                                                  | 5. November 2007  | Stolperstein Hostatostraße 3 Betti Cohen                 |                         |
| Hostatostraße 3 ·          | David Cohen                    | David Cohen geb. 29.1.1894 deportiert 8.10.1942 von Westerbork nach Auschwitz ermordet 8.10.1942 | 5. November 2007  | Stolperstein Hostatostraße 3 David Cohen                 |                         |
| Hostatostraße 3 ·          | Fritz Cohen                    | Fritz Cohen geb. 8.12.1928 deportiert 8.10.1942 von Westerbork nach Auschwitz ermordet 8.10.1942 | 5. November 2007  | Stolperstein Hostatostraße 3 Fritz Cohen                 |                         |
| Hostatostraße 3 ·          | Paul Cohen                     | Paul Cohen geb. 2.10.1931 deportiert 8.10.1942 von Westerbork nach Auschwitz ermordet 8.10.1942 | 5. November 2007  | Stolperstein Hostatostraße 3 Paul Cohen                  |                         |
| Emmerich-Josef-Straße 39 · | Berta Ettinghausen             | Berta Ettinghausen, geb. Feitler geb. 11.7.1861 deportiert 1943 von Westerbork nach Sobibor ermordet 21.5.1943                                                                                      | 5. November 2007  | Stolperstein Emmerich Josef Straße 39 Berta Ettinghausen |                         |
| Leverkuser Straße 9 ·      | Else Frank                     | Else Frank, geb. Levi geb. 30.7.1908 deportiert Auschwitz ermordet | 20. Oktober 2006  | Stolperstein Leverkuser Straße 9 Else Frank              |                         |
| Leverkuser Straße 9 ·      | Kalmann Levi                   | Kalmann Levi geb. 28.7.1878 deportiert 15.9.1942 Maidanek ermordet | 20. Oktober 2006  | Stolperstein Leverkuser Straße 9 Kalmann Levi            |                         |
| Leverkuser Straße 9 ·      | Rosa Levi                      | Rosa Levi, geb. Friesem geb. 20.6.1884 deportiert 15.9.1942 Theresienstadt ermordet | 20. Oktober 2006  | Stolperstein Leverkuser Straße 9 Rosa Levi               |                         |
| Bolongarostraße 128 ·      | Julius Freudenthal             | Julius Freudenthal geb. 15.5.1900 deportiert 22.11.1941 Kaunas ermordet 25.11.1942 | 3. September 2008 | Stolperstein Bolongarostraße 128 Julius Freudenthal      |                         |
| Bolongarostraße 128 ·      | Margot Freudenthal             | Margot Freudenthal geb. 30.7.1928 deportiert 22.11.1941 Kaunas ermordet 25.11.1942 | 3. September 2008 | Stolperstein Bolongarostraße 128 Margot Freudenthal      |                         |
| Bolongarostraße 128 ·      | Betty Freudenthal              | Betty Freudenthal, geb. Strauß geb. 23.9.1901 deportiert 22.11.1941 Kaunas ermordet 25.11.1942 | 3. September 2008 | Stolperstein Bolongarostraße 128 Betty Freudenthal       |                         |
| Bolongarostraße 128 ·      | Ludwig Kahn                    | Ludwig Kahn geb. 14.8.1891 deportiert 19.10.1941 Łódź und Chełmno ermordet | 3. September 2008 | Stolperstein Bolongarostraße 128 Ludwig Kahn             |                         |
| Bolongarostraße 128 ·      | Nannette Kahn                  | Nannette Kahn, geb. Linz geb. 5.10.1896 deportiert 19.10.1941 Łódź und Chełmno ermordet | 3. September 2008 | Stolperstein Bolongarostraße 128 Nanette Kahn            |                         |
| Bolongarostraße 132 ·      | Bertha Gerson                  | Bertha Gerson geb. 15.8.1881 deportiert 18.3.1943 Westerbork nach 20.4.1943 Sobibor ermordet 23.4.1943                                                                                              | 3. September 2008 | Stolperstein Bolongarostraße 132 Bertha Gerson           |                         |
| Bolongarostraße 132 ·      | Gustav Gerson                  | Gustav Gerson geb. 12.4.1881 deportiert 18.3.1943 Westerbork nach 20.4.1943 Sobibor ermordet 23.4.1943                                                                                              | 3. September 2008 | Stolperstein Bolongarostraße 132 Gustav Gerson           |                         |
| Bolongarostraße 156 ·      | Esther Grünsphan               | Esther Grünsphan, geb. Strassmann geb. 7.5.1888 deportiert 11.11.1941 Minsk ermordet | 3. September 2008 | Stolperstein Bolongarostraße 156 Esther Grünspahn        |                         |
| Bolongarostraße 156 ·      | Katharina Grünsphan            | Katharina Grünsphan geb. 23.6.1923 deportiert 28.10.1938 Bentschen ermordet | 3. September 2008 | Stolperstein Bolongarostraße 156 Kathariena Grünspahn    |                         |
| Bolongarostraße 156 ·      | Leo Grünsphan                  | Leo Grünsphan geb. 20.3.1928 deportiert 11.11.1941 Minsk nach April 1943 Łódź ermordet | 3. September 2008 | Stolperstein Bolongarostraße 156 Leo Grünspahn           |                         |
| Bolongarostraße 156 ·      | Nathan Grünsphan               | Nathan Grünsphan geb. 20.9.1894 deportiert 28.10.1938 Bentschen ermordet | 3. September 2008 | Stolperstein Bolongarostraße 156 Nathan Grünspahn        |                         |
| Königsteiner Straße 48 ·   | Emanuel Hahn                   | Emanuel Hahn geb. 25.6.1868 deportiert 1942 Theresienstadt ermordet 12.11.1942 | 20. Oktober 2006  | Bild                                                     |                         |
| Königsteiner Straße 48 ·   | Meta Hahn                      | Meta Hahn geb. 23.8.1902 deportiert 1942 Auschwitz ermordet | 20. Oktober 2006  | Bild                                                     |                         |
| Königsteiner Straße 48 ·   | Rosa Hahn                      | Rosa Hahn, geb. Liebmann geb. 3.4.1877 deportiert 1942 Theresienstadt ermordet 1.10.1942 | 20. Oktober 2006  | Bild                                                     |                         |
| Albanusstraße 27 ·         | Siegfried Hahn                 | Siegfried Hahn geb. 31.12.1906 deportiert 1943 Auschwitz ermordet 18.8.1943 | 20. Oktober 2006  | Stolperstein Albanusstraße 27                            |                         |
| Mainberg 13 ·              | Emma Hainebach                 | Emma Hainebach geb. 20.11.1874 deportiert 18.8.1942 Theresienstadt 23.9.1942 Treblinka ermordet | 1. November 2011  | Stolperstein Mainberg 13 Lehmann Emma                    |                         |
| Mainberg 13 ·              | Emil Lehmann                   | Emil Lehmann geb. 22.1.1872 deportiert 15.9.1942 Theresienstadt ermordet 14.12.1942 | 1. November 2011  | Stolperstein Mainberg 13 Lehmann Dr Emil                 |                         |
| Königsteiner Straße 3b ·   | Julius Hamlet                  | Julius Hamlet geb. 21.7.1874 deportiert 18.8.1942 Theresienstadt 23.9.1942 Treblinka ermordet | 3. September 2008 | Stolperstein Königsteiner Straße 3b Julia Hamlet         |                         |
| Königsteiner Straße 3b ·   | Hermann Kühn                   | Hermann Kühn geb. 10.8.1881 deportiert 19.10.1941 Łódź ermordet 30.8.1942 | 3. September 2008 | Stolperstein Königsteiner Straße 3b Hermann Kühn         |                         |
| Königsteiner Straße 3b ·   | Klara Kühn                     | Klara Kühn, geb. Katzenstein geb. 22.12.1886 deportiert 19.10.1941 Łódź und Chełmno ermordet | 3. September 2008 | Stolperstein Königsteiner Straße 3b Klara Kühn           |                         |
| Königsteiner Straße 3c ·   | Jenny Hammerschlag             | Jenny Hammerschlag geb. 9.10.1884 deportiert ? | 3. September 2008 | Stolperstein Königsteiner Straße 3c Jenny Hammerschlag   |                         |
| Königsteiner Straße 49 ·   | Fritz Hartmann                 | Fritz Hartmann geb. 2.9.1905 Haft 1940 Paris nach Frankfurt Gusen/Mauthausen ermordet 13.4.1945 | 8. Mai 2012       | Stolperst Königsteiner Strasse 49 Hartmann Fritz         |                         |
| Königsteiner Straße 36 ·   | Hugo Hirsch                    | Hugo Hirsch geb. 7.10.1874 deportiert 22.11.1941 Kaunas ermordet 25.11.1941 | 19. Oktober 2009  | Stolperstein Königsteiner Straße 36 Hugo Hirsch          |                         |
| Königsteiner Straße 36 ·   | Julie Mayer                    | Julie Mayer, geb. Spiegel geb. 22.5.1867 deportiert 18.8.1942 Theresienstadt ermordet 12.4.1943 | 19. Oktober 2009  | Stolperstein Königsteiner Straße 36 Julie Mayer          |                         |
| Königsteiner Straße 6 ·    | Jenny Königsberger             | Jenny Königsberger, geb. Obersdörfer geb. 28.3.1851 deportiert 1.9.1942 Theresienstadt ermordet 18.9.1942                                                                                           | 3. September 2008 | Stolperstein Königsteiner Straße 6 Jenny Königsberger    |                         |
| Königsteiner Straße 6 ·    | Felix Lewin                    | Felix Lewin geb. 23.12.1873 deportiert 1.9.1942 Theresienstadt ermordet 21.9.1942 | 3. September 2008 | Stolperstein Königsteiner Straße 6 Felix Lewin           |                         |
| Königsteiner Straße 6 ·    | Henry Lewin                    | Henry Lewin geb. 10.3.1902 deportiert 1935 Zuchthaus Frankfurt-Preungesheim gestorben im Jüdischen Krankenhaus 2.2.1937                                                                             | 3. September 2008 | Stolperstein Königsteiner Straße 6 Henry Lewin           |                         |
| Königsteiner Straße 6 ·    | Sidonie Lewin                  | Sidonie Lewin, geb. Königsberger geb. 10.1.1876 deportiert 1.9.1942 Theresienstadt ermordet 9.4.1943                                                                                                | 3. September 2008 | Stolperstein Königsteiner Straße 6 Sidonie Lewin         |                         |
| Königsteiner Straße 40 ·   | Amalie Levy                    | Amalie Levy, geb. Adler geb. 27.11.1880 deportiert 15.9.1942 Theresienstadt und 16.5.1944 Auschwitz ermordet                                                                                        | 19. Oktober 2009  | Stolperstein Königsteiner Straße 40 Amalie Levi          |                         |
| Königsteiner Straße 40 ·   | Hugo Levy                      | Hugo Levy geb. 15.1.1877 deportiert 15.9.1942 Theresienstadt und 16.5.1944 Auschwitz ermordet | 19. Oktober 2009  | Stolperstein Königsteiner Straße 40 Hugo Levi            |                         |
| Albanusstraße 36 ·         | David Mannheimer               | David Mannheimer geb. 31.7.1870 deportiert 18.8.1942 Theresienstadt ermordet 10.9.1942 | 19. Oktober 2009  | Stolperstein Albanusstraße 36 David Mannheimer           |                         |
| Albanusstraße 36 ·         | Meta Mannheimer                | Meta Mannheimer, geb. Dahlberg geb. 21.10.1900 deportiert Mai/Juni 1942 Region Lublin ermordet | 19. Oktober 2009  | Stolperstein Albanusstraße 36 Meta Mannheimer            |                         |
| Zuckschwerdtstraße 16 ·    | Hermann Marx                   | Hermann Marx geb. 20.6.1890 deportiert 10.11.1939 Buchenwald ermordet 11.1.1940 | 25. Oktober 2010  | Stolperstein Zuckschwerdtstraße 16 Hermann Marx          |                         |
| Konrad-Glatt-Straße 3 ·    | Gertrude Mayer                 | Gertrude Mayer geb. 31.8.1898 deportiert 15.9.1942 Theresienstadt und am 16.5.1944 Auschwitz ermordet                                                                                               | 19. Oktober 2009  | Stolperstein Konrad Glatt Straße 3 Gertrude Mayer        |                         |
| Konrad-Glatt-Straße 3 ·    | Hermine Mayer                  | Hermine Mayer, geb. Kauders geb. 21.11.1864 deportiert 15.9.1942 Theresienstadt ermordet 3.10.1942                                                                                                  | 19. Oktober 2009  | Stolperstein Konrad Glatt Straße 3 Hermine Mayer         |                         |
| Leunastraße 18 ·           | Hertha Nachmann                | Hertha Nachmann geb. 1.7.1922 deportiert 19.10.1941 Łódź und 1944 Chełmno ermordet | 17. April 2013    | Stolpersteine Leunastr 18 Nachmann Hertha                |                         |
| Leunastraße 18 ·           | Ludwig Nachmann                | Ludwig Nachmann geb. 27.5.1886 deportiert 19.10.1941 Łódź ermordet 20.7.1942 | 17. April 2013    | Stolpersteine Leunastr 18 Nachmann Ludwig                |                         |
| Leunastraße 18 ·           | Paula Ilse Nachmann            | Paula Ilse Nachmann, geb. Strumpf geb. 7.9.1886 deportiert 19.10.1941 Łódź und 1944 Chełmno ermordet 1.1.1945                                                                                       | 17. April 2013    | Stolpersteine Leunastr 18 Nachmann Paula Ilse            |                         |
| Königsteiner Straße 38 ·   | Amalie Neumann                 | Amalie Neumann, geb. Frenkel geb. 7.3.1888 Flucht 1939 Belgien, Mechelen (Malines) deportiert 12.9.1942 Auschwitz ermordet                                                                          | 1. November 2011  | Stolperstein Koenigsteinerstr 38 Neumann Amalie          |                         |
| Königsteiner Straße 38 ·   | Wolf Neumann                   | Wolf Neumann geb. 13.9.1887 Flucht 1939 Belgien, Mechelen (Malines) deportiert 12.9.1942 Cosel (Kozle) ermordet                                                                                     | 1. November 2011  | Stolperstein Koenigsteinerstr 38 Neumann Wolf            |                         |
| Königsteiner Straße 38 ·   | Herta Rokach                   | Herta Rokach, geb. Neumann geb. 16.1.1920 Flucht 1939 Belgien, Mechelen (Malines) deportiert 19.4.1943 Auschwitz 1945 Bergen-Belsen überlebte                                                       | 1. November 2011  | Stolperstein Koenigsteinerstr 38 Rokach Herta            |                         |
| Kasinostraße 27 ·          | Georg Odenbach                 | Georg Odenbach geb. 14.12.1898 deportiert 1942 Buchenwald/Sachsenhausen befreit | 25. Oktober 2010  | Stolperstein Kasinostraße 27 Georg Odenbach              |                         |
| Kasinostraße 27 ·          | Mina Odenbach                  | Mina Odenbach, geb. Mester geb. 25.12.1898 deportiert 21.3.1942 Ravensbrück und Auschwitz ermordet 12.10.1942                                                                                       | 25. Oktober 2010  | Stolperstein Kasinostraße 27 Mina Odenbach               |                         |
| Brüningstraße 34 ·         | Josef Schain                   | Josef Schain geb. 7.9.1895 deportiert 28.10.1938 Bentschen Łódź ermordet 5.4.1941 | 3. September 2008 | Stolperstein Brueningstraße 34 Josef Schain              |                         |
| Kurmainzer Straße 20 ·     | Friedrich Schuhmann            | Friedrich Schuhmann geb. 7.9.1895 Spanischer Bürgerkrieg, Brunete bei Madrid ermordet 6.7.1937 | 8. Mai 2012       | Stolpersteine Kurmainzer Strasse 20                      |                         |
| Gebeschusstraße 22–24 ·    | Hermann Josef Wehrle           | Hermann Josef Wehrle geb. 26.7.1899 verhaftet 18. August 1944 München/Bogenhausen verurteilt 14. September 1944 in Berlin ermordet 14. September 1944                                               | 5. November 2007  | Stolperstein Gebeschussstraße 22–24 Hermann Wehrle       | Siehe auch Wiki Artikel |
| Königsteiner Straße 9–13 · | Manfred Stern                  | Manfred Stern geb. 17.11.1901 Suizid tot 31.10.1937 | 11. Juni 2014     | Stolperstein Königsteiner Straße 9                       |                         |
| Hochmuhl 3 ·               | Franz Michalson                | Franz Michalson geb. 2.5.1880 Suizid tot 28.04.1942 | 17. Juni 2014     | Stolpersteine Hochmuhl 3                                 |                         |